# Pytghni
Pytghni – wieś w Armenii, w prowincji Kotajk. W 2011 roku liczyła 1595 mieszkańców.